# Salaria Kee
Salaria Kee, o Salaria Kea segons algunes fonts, (Milledgeville, 13 de juliol del 1917 - Akron, 18 de maig de 1990) fou una infermera estatunidenca afroamericana, una de les dues úniques infermeres negres que formaren part de l'American Medical Brigade, l'associació nord-americana d'ajut sanitari que acompanyà el contingent nord-americà de les Brigades Internacionals durant la Guerra civil espanyola. Al mateix temps, fou una figura utilitzada en la propaganda exterior per mirar de demostrar el caràcter interracial i solidari de les Brigades Internacionals en el conflicte.

## Biografia
Salaria va néixer el 13 de juliol a Miledgebville, Geòrgia. El seu pare treballava com a jardiner en l'Ohio State Hospital on va ser apunyalat per un pacient i va morir quan ella encara era un nadó.
Després de la mort del seu pare, la família es va traslladar a Akron, Ohio. Salaria restà orfe de molt jove i es crià amb els seus germans amb l'ajut de familiars i amics. Després d'acabar els estudis secundaris, decidí de fer-se infermera. Va ser rebutjada per tres escoles pel fet de ser negra, però pogué entrar finalment a la Harlem Hospital School of Nursing de Nova York gràcies a la mediació d'Eleanor Roosevelt. Sortí graduada el 1934 i començà a treballar com a infermera en cap a l'àrea de malalts terminals del Sea View Hospital, dedicat al tractament de la tuberculosi. Durant la seva feina a Seaview, es va mantenir políticament activa amb l'esquerra nord-americana i es va incorporar al Partit Comunista dels Estats Units el 1935.

## Sensibilització social
Sensibilitzada socialment, estava immersa en moviments d'esquerres alarmats pels avenços del feixisme a Europa. Però també ho estava 
en aspectes religiosos, perquè sentia vivament l'obligació moral cristiana d'ajudar els qui patien i el 1935 reuní un grup d'infermeres de Harlem amb l'objectiu de recollir i enviar material sanitari als etíops envaïts per la Itàlia de Benito Mussolini.
Amb l'aixecament militar de Francisco Franco el juliol de 1936, que donà origen a la Guerra civil espanyola, Kea, com molts altres antifeixistes afroamericans, mostrà el seu suport a la causa de la Segona República Espanyola.
Els seus intents per ingressar a la Creu Roja i ajudar la població d'Ohio víctima d'importants inundacions foren rebutjats un altre cop pel fet de ser negra, però finalment aconseguí ser admesa al contingent de metges, infermeres i altres professionals sanitaris que l'American Medical Bureau enviava a Espanya en suport de les Brigades Internacionals.

## La guerra d'Espanya
Després de l'esclat de la Guerra Civil espanyola, el 1936, Kea havia estat fent conferències per tot els Estats Units per recaptar fons per a la Segona República espanyola. Durant aquest temps, Kea va desenvolupar forts sentiment antifeixistes. Finalment, va decidir oferir-se voluntàriament a les Brigades Internacionals en la Guerra Civil Espanyola i es va incorporar a l'Oficina Mèdica Americana que la va assignar al Batalló Abraham Lincoln el març de 1937.
Kea sortí dels Estats Units el 27 de març del 1937, a bord del transatlàntic SS Paris, juntament amb 12 infermeres més i un grup de metges dirigits pel cirurgià Edward K. Barsky. El seu primer destí fou l'hospital instal·lat al Palau de Villa Paz, a Saelices, un poble de Castella-la Manxa, 
a prop de la capital espanyola, Madrid. Tot i ser detinguda per l'exèrcit nacional va aconseguir escapar amb l'ajuda de soldats de les Brigades Internacionals al cap de sis setmanes.
A Villa Paz, Kea va conèixer un soldat irlandès ferit, John Patrick O´Reilly, amb qui després es va casar. A principis de 1938, va ser traslladada a diferents unitats d'Aragó, Lleida i Barcelona i va resultar ferida en un bombardeig franquista. Les seves ferides van ser tan greus que va ser enviada als Estats Units el maig de 1938.
Mentre durà el conflicte, participà en nombrosos actes de difusió i suport a la causa republicana als Estats Units. La seva figura i les fotografies de la seva tasca com a infermera amb els voluntaris internacionals s'utilitzaren a bastament en els memorials de l'Abraham Lincoln Brigade i fins i tot inspirà un conegut pamflet titulat A Negro nurse in republican Spain.

## Segona Guerra Mundial i anys posteriors
El 1940, John O´Reilly va immigrar als Estats Units. Ben aviat va ser reclutat per servir a les forces militars durant la Segona Guerra Mundial. A principis de 1944, Kea també va començar a treballar com a infermera voluntària de l'exèrcit, com a part del primer grup d'infermers afroamericanes que l'exèrcit va tenir a disposició.
Als Estats Units, Kea i O’Reilly van patir el racisme intensament. A Akron van arribar a experimentar amenaces personals i danys a la propietat, i Kea sovint es referia al seu temps a les Brigades Internacionals com els millors dies de la seva vida, ja que va estar lliure de discriminació.
Després de la guerra, la família O'Reilly va viure a Nova York, on Kea va treballar en diversos hospitals coordinant la distribució del personal sanitari. El 1973 la parella es va retirar a Akron, on Salaria va morir el 18 de maig de 1990.